# Boudewijn Roëll
Boudewijn Röell, né le 12 mai 1989, est un rameur néerlandais.

## Palmarès

### Championnats du monde
| Discipline | Amsterdam 2014 Pays-Bas | Aiguebelette 2015 France |
| ---------- | ----------------------- | ------------------------ |
| Huit       |                         | Bronze                   |

### Championnats d'Europe
| Discipline | Séville 2013 Espagne | Belgrade 2014 Serbie | Poznań 2015 Pologne |
| ---------- | -------------------- | -------------------- | ------------------- |
| Huit       | Bronze               |                      |                     |